# Jubla i Herren (2003)
Jubla i Herren 2 (även Jubla i Herren 2003), sångbok för lovsång och tillbedjan utgiven av David Media 2003. Till stor del är sångboken en sammanställning av tidigare publikationer. Den innehåller 217 nummer. Den är uppföljare till Jubla i Herren.

## Lovsånger i urval
- 10 Allt till Jesus vill jag lämna
- 15 När jag träder in på helig mark (Ansikte mot ansikte)
- 106 Jesus, det skönaste

### Fotnoter
1. ↑  ”Jubla i Herren 2” (på engelska). Worldcat. 15 mars 2003. https://www.worldcat.org/title/jubla-i-herren-2-stora-lovsangsboken-217-sanger-for-lovsang-och-tillbedjan/oclc/936987920&referer=brief_results. Läst 22 oktober 2017.